# Сампо (кинотеатр)
Кинотеатр «Сампо» — памятник довоенной архитектуры, располагавшийся на проспекте Урицкого (ныне проспект Александра Невского) в городе Петрозаводске Республики Карелия.

## История

### Строительство и открытие
Строительство кинотеатра по проекту архитектора Юрия Русанова началось в 1940 году. Русанов являлся последователем петербургского архитектора Ивана Фомина, автора так называемой «пролетарской классики», своеобразной концепции неоклассицизма, объединяющей простоту конструктивизма и авангарда с классическими архитектурными формами. Здание кинотеатра было выполнено именно в этом стиле — ему присущи лаконичные архитектурные элементы (в частности, «сдвоенные» колонны без баз и капителей), строгие и весьма простые декорации.
К моменту оккупации Петрозаводска финскими войсками в 1941 году строительные работы были практически завершены, проводились лишь отделочные работы. Таким образом, право открыть кинотеатр выпало оккупантам, которые назвали его «Укко» — в честь бога-громовержца из карело-финской мифологии. В 1944 году город был освобождён советскими войсками, а кинотеатр переименовали в «Сампо» — так согласно той же мифологии называется волшебный предмет, источник счастья, благополучия и изобилия.

### Советские годы
Окончательной отделкой здания после войны руководил архитектор Кусиэль Гутин. В советские годы «Сампо», обладая самым большим и современным зрительным залом в городе. Он распахнул свои двери для всех петрозаводчан, в том числе для бывших узников концлагерей, став не только «храмом культуры», но и символом освобождения и Победы. В 1956 году его зрительный зал был переоборудован, и «Сампо» стал первым широкоэкранным кинотеатром Петрозаводска и Карелии. Впоследствии именно здесь появлялись многие технические новшества, которые затем находили применение и в других кинотеатрах города и республики.

### Упадок
После распада СССР государство перестало заниматься развитием кинотеатра, и «Сампо» начал проигрывать появившимся коммерческим конкурентам, телевидению, а позже — и сети Интернет. Несмотря даже на то, что его оборудовали системой «Dolby Digital», в 2005 году кинотеатр прекратил свою деятельность. Некоторое время в опустевшем здании проводились разнообразные мероприятия и фестивали Центра молодёжи.
В 2007 году была выдвинута инициатива о создании в Петрозаводске муниципального молодёжного комплекса «Сампо» для организации досуга молодых семей и подростков. Тогда же были выделены средства на проектные работы по реконструкции и расширению старого кинотеатра. Кроме того, в Центр по охране памятников была подана заявка о внесении здания кинотеатра «Сампо» в список объектов культурного наследия муниципального значения. Однако все начинания остались лишь на бумаге.
Спустя два года Петрозаводский городской совет принял решение о продаже здания кинотеатра вместе с участком, на котором он стоял, в частные руки. Подвергнутое «естественному руинированию» здание к 2012 году сохранить не удалось, и в течение года оно было полностью снесено.
В настоящее время на пересечении проспекта Александра Невского и улицы Калинина на месте бывшего кинотеатра «Сампо» находится современный жилой комплекс.